# 特莱维萨

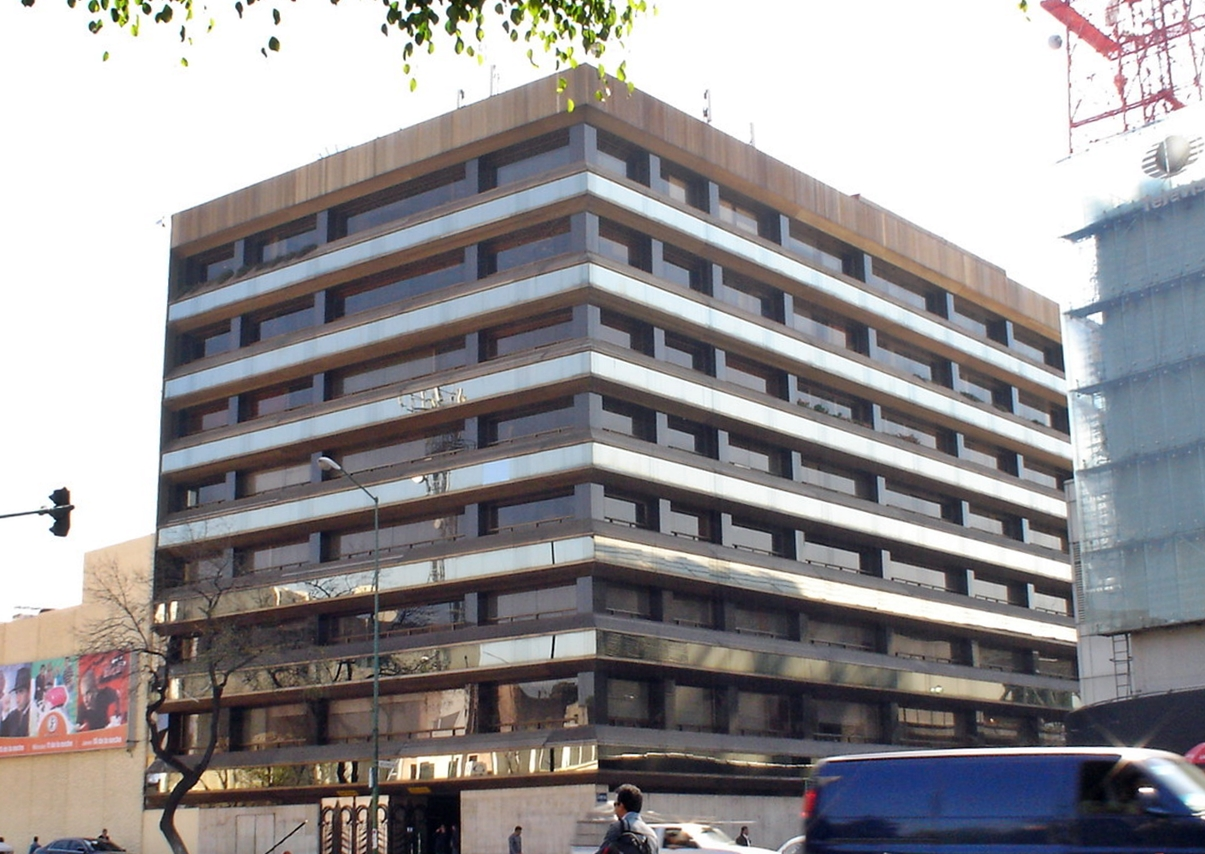
特莱维萨集团的总部位于墨西哥城查普尔特佩克。

特莱维萨集团（西班牙語：Grupo Televisa）是一个墨西哥的大众媒体公司，是拉丁美洲和西班牙语世界最大的大众媒体公司。其业务包括电视及广播电台节目制作和传输、杂志发行等。公司的名稱“Televisa”是西班牙語Televisión Via Satélite（衛星電視）的缩写。
特莱维萨集团在墨西哥全国拥有224个地面数字电视分台，并有约30个与其相关联的电视台。特莱维萨拥有明星频道、第五频道、第九频道及Foro TV四个无线电视频道，各地分台既转播这些频道的节目，也以“特莱维萨本地节目”（Televisa Regional）的名义播出面向本地的节目。特莱维萨的电视节目也在美国的西班牙语电视网環球電視網（Univision）播出。

## 历史
1955年，墨西哥的XHTV-TV、XEW-TV、XHGC-TV三家电视台组成墨西哥電視網，总部设于墨西哥城查普尔特佩克大道的电视中心（Televicentro）。该电视台于1963年实现彩色电视广播。
1972年11月28日，墨西哥電視網与其竞争对手墨西哥独立电视台合并，并在1973年1月8日成立卫星电视有限公司（Televisión Vía Satélite S.A.），并启用新名稱“Televisa”（特莱维萨），TSM持股该公司70%，而TIM則持股30%。
2017年10月，Emilio Azcárraga Jean放弃了Televisa的领导，尽管他仍然是该公司董事会的主席。 新任命的公司领导人将是第一个不属于Azcarraga家族的人。 此举是为了解决由于Netflix和其他视频流媒体服务的普及而引起的Televisa收视率的大幅下降，变得比有线电视更受欢迎。。
2021年4月，特莱维萨与美國環球電視網宣佈旗下內容業務將合并，合併完成後會成為全球最大的西班牙语媒体公司。

## 頻道
- 明星频道（Las Estrellas）
- 第五频道（El 5*）
- 第九频道（El NU9VE）
- Foro TV（西班牙语：Foro TV）

### 有线电视
- American Network
- Bandamax
- Canal de las Estrellas HD
- Golden and Golden Edge
- Clásico TV
- De Película
- De Película Clásico
- Ritmoson Latino
- TL Novelas
- TeleHit
- Televisa Deportes Network
- Unicable

## 子公司
- Albavisión
- AISA Apuestas Internacional, S.A. de C.V.
- América TV
- Bestel
- Blim
- Cablemás
- Cablevision
- Centro de Educación Artística
- Club América
- CJ Grand Shopping
- Distribuidora Intermex
- Editorial Televisa
- Estadio Azteca
- Fundación Televisa
- GNP Seguros
- Imagina Media Audiovisual
- Intermex
- IzzI Telecom
- Noticieros Televisa
- Ocesa
- Rayos del Necaxa
- SDPnoticias.com
- Telemundo Internacional
- Telenovela Channel
- Teletón
- Televisa Cine
  - Videocine Distribución
  - Videocine Producción
- Televisa Consumer Products
- Televisa Internacional
- Televisa Mobile
  - App de Televisa
- Televisa Música
- Televisa Networks
- Televisa Radio
- Televisa Regional
- Univision

## 外部連結
- Televisa官方网页 （页面存档备份，存于）（西班牙语）
- EsMas.com （页面存档备份，存于）（西班牙语）